# Ghost (Devin Townsend Project)
Ghost è il quarto album in studio del gruppo musicale canadese Devin Townsend Project, pubblicato il 20 giugno 2011 dalla HevyDevy Records.

## Descrizione
Questo lavoro fa parte di un gruppo di 4 album: Ki, Addicted, Deconstruction e Ghost. Devin Townsend ha deciso di creare questa serie durante la fase post-scioglimento degli Strapping Young Lad, periodo in cui si distaccò dal mondo della musica per ritrovare la sua identità. Durante questa fase Townsend ha scritto più di 60 canzoni, a detta sua «raggruppabili in quattro stili diversi», da cui sono nati altrettanti lavori dalle identità diverse, ognuno dei quali rappresenta i vari aspetti musicali di Townsend.
Questo album rappresenta il lato ambient, calmo della musica di Devin.

## Produzione
Per la realizzazione di Ghost, Townsend si è avvalso di Katrina Natale alla voce, Kat Epple ai fiati, Dave Young alle tastiere e Mike St-Jean alla batteria.

Inizialmente Ghost avrebbe dovuto essere un album doppio. Ghost 2 sarebbe dovuto uscire a settembre 2011 e avrebbe contenuto le canzoni escluse da Ghost, ma Devin ha cancellato la sua uscita, affermando che:
Alcune di queste canzoni sono state poi incluse nel disco bonus di Casualties of Cool. Un paio di brani esclusi dall'album sono stati caricati in seguito sull'account SoundCloud di Devin Townsend e di Mackie Gear, ovvero The Drench e Fall.

## Tracce
Testi e musiche di Devin Townsend, eccetto dove indicato.
1. Fly – 4:16
2. Heart Baby – 5:57
3. Feather – 11:32
4. Kawaii – 2:54
5. Ghost – 6:26
6. Blackberry – 4:55
7. Monsoon – 4:39 (musica: Devin Townsend, Kat Epple, Dave Young)
8. Dark Matters – 1:59
9. Texada – 9:33
10. Seams – 4:06
11. Infinite Ocean – 8:03 (musica: Devin Townsend, Dave Young, Mike St-Jean)
12. As You Were – 8:47

Traccia bonus nell'edizione di iTunes
1. Radial Highway – 6:49

## Formazione
Gruppo
- Devin Townsend – chitarra, voce, basso, sintetizzatore, ambience, banjo
- Kat Epple – flauto, legni
- Dave Young – tastiera, Nord Synths, armonium, Ableton Live, mandolino
- Mike St-Jean – batteria, percussioni
- Katrina Natale – voce

Produzione
- Devin Townsend – produzione, ingegneria del suono, missaggio
- Sheldon Zaharko – ingegneria del suono
- Troy Glessner – mastering
- Ryab Dahle – ingegneria del suono aggiuntiva